# Latario Collie-Minns
Latario Collie-Minns (* 10. März 1994 in Nassau) ist ein bahamaischer Leichtathlet, der sich auf den Dreisprung spezialisiert hat.

## Sportliche Laufbahn
Latario Collie-Minns tritt seit 2010 in Wettkämpfen im Dreisprung an. Sein Zwillingsbruder Lathone Collie-Minns ist ebenfalls als Dreispringer aktiv. Sie sind Großneffen von George Collie, der an den Olympischen Sommerspielen 1964 in Tokio teilnahm. Collie-Minns gewann 2010 die Silbermedaille im Dreisprung bei den nationalen Meisterschaften Bahamas. Dabei stellte er mit 15,78 m seine Bestleistung auf und nahm anschließend an den U20-Weltmeisterschaften im kanadischen Moncton teil. Bevor er in Kanada an den Start ging, gewann er die Silbermedaille bei den U18-Meisterschaften Zentralamerikas. Bei den U20-Weltmeisterschaften verpasste er schließlich mit 15,35 den Einzug in das Finale. 2011 trat er bei den U18-Weltmeisterschaften in Lille an und konnte in das Finale einziehen, in dem er mit einer Weite von 16,06 m die Goldmedaille gewinnen konnte. Ende Juli nahm er in Florida auch an den U20-Panamaerikameisterschaften teil und fügte seiner Medaillensammlung eine Bronzemedaille hinzu.
2012 steigerte sich Collie-Minns auf eine Bestweite von 16,64 m. Im Juli nahm er in Barcelona zum zweiten Mal an U20-Weltmeisterschaften teil, bei denen er die Bronzemedaille gewinnen konnte. Ab 2013 studierte er an der Texas A&M University. 2015 stellte er im Mai mit 17,18 m seine persönliche Bestleistung auf und erfüllte damit die Norm für die Weltmeisterschaften Ende August in Peking. Im Juni siegte er erstmals bei den nationalen Meisterschaften seines Heimatlandes, bevor er einen Monat später in Toronto an den Panamerikanischen Spielen teilnahm, bei denen er den zehnten Platz belegte. Bei den Weltmeisterschaften kam er in der Qualifikation schließlich nicht über 16,21 m hinaus und schied damit vorzeitig aus. 2016 gelang es ihm sich für die Olympischen Sommerspiele in Rio de Janeiro zu qualifizieren. Dort blieb er in der Qualifikation allerdings ohne gültigen Versuch. Nachdem er die Saison 2017 komplett verpasst hatte, trat er 2018 bei den Commonwealth Games in Australien an und belegte dabei den elften Platz. Im Juni wurde er anschließend zum zweiten Mal Bahamaischer Meister im Dreisprung. 2019 gelangen ihm schließlich wieder Sprünge in der Nähe seiner Bestleistung. Nachdem er zunächst in Lima an den Panamerikanischen Spielen teilnahm, dort zwar ohne gültigen Versuch blieb, trat er anschließend Ende September in Doha bei den Weltmeisterschaften an. Dabei verpasste er es in das Finale einzuziehen.

## Wichtige Wettbewerbe
| Jahr                | Veranstaltung                 | Ort                 | Platz               | Disziplin           | Weite               |
| Startet für Bahamas | Startet für Bahamas           | Startet für Bahamas | Startet für Bahamas | Startet für Bahamas | Startet für Bahamas |
| ------------------- | ----------------------------- | ------------------- | ------------------- | ------------------- | ------------------- |
| 2010                | U20-Weltmeisterschaften       | Moncton             | 16.                 | Dreisprung          | 15,35               |
| 2011                | U18-Weltmeisterschaften       | Lille               | 1.                  | Dreisprung          | 16,06 m             |
| 2011                | U20-Panamerikameisterschaften | Miramar             | 3.                  | Dreisprung          | 15,93 m             |
| 2012                | U20-Weltmeisterschaften       | Barcelona           | 3.                  | Dreisprung          | 16,37 m             |
| 2015                | Panamerikanische Spiele       | Toronto             | 10.                 | Dreisprung          | 16,08 m             |
| 2015                | Weltmeisterschaften           | Peking              | 23.                 | Dreisprung          | 16,21 m             |
| 2016                | Olympische Sommerspiele       | Rio de Janeiro      |                     | Dreisprung          | o.g.V.              |
| 2018                | Commonwealth Games            | Gold Coast          | 11.                 | Dreisprung          | 15,90 m             |
| 2019                | Panamerikanische Spiele       | Lima                |                     | Dreisprung          | o.g.V.              |
| 2019                | Weltmeisterschaften           | Doha                | 28.                 | Dreisprung          | 16,26 m             |

## Persönliche Bestleistungen
Freiluft
- Dreisprung: 17,18 m, 16. Mai 2015, Starkville

Halle
- Dreisprung: 16,80 m, 8. März 2014, New York City